# Tiffany Jones
Tiffany Jones est une série de bande dessinée britannique écrite par Jenny Butterworth et dessinée par Pat Tourret. Publiée sous forme de comic strip dans le quotidien Daily Sketch de 1964 à 1977 c'est selon Patrick Gaumer un « exemple parfait de bande dessinée sentimentale ».
Elle met en scène une jeune et jolie femme indépendante qui exerce divers métiers liés à la mode et au spectacle sans jamais céder aux avances de ses nombreux prétendants.
Sa popularité l'a conduit à être adaptée en film (en) en 1973 avec Anouska Hempel dans le rôle de Tiffany. Tiffany Jones a été traduite en français dans Paris-Jour entre 1965 et 1969.